# Jacques Charles Brunet

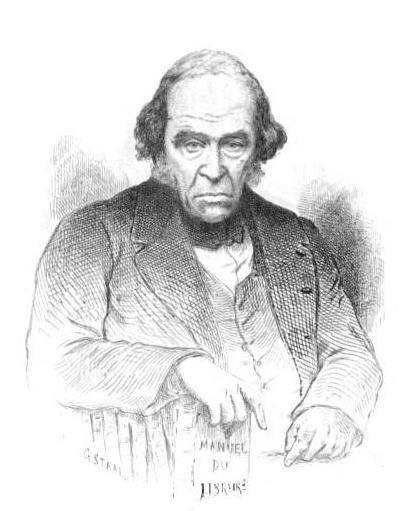
Jacques Charles Brunet

Jacques Charles Brunet (* 2. November 1780 in Paris; † 14. November 1867 ebenda) war ein französischer Bibliograph und Buchhändler.
Brunet war Sohn eines Buchhändlers und kam frühzeitig in Kontakt mit Büchern und mit bibliographischer Arbeit. Seine erste Tätigkeit in der Beschreibung von Büchern begann durch die Erstellung von Auktionskatalogen. Die Berühmtheit seines Namens ist mit dem Manuel du libraire et de l'amateur des livres verbunden, welches er zuerst 1810 in drei Bänden publizierte und das mehrere Auflagen erlebte.